# 大腦 (電腦病毒)
大腦（Brain）是一個在1986年1月發佈的電腦病毒 ，它是在 MS-DOS 上第一個病毒。它會侵入電腦開機磁區裡 DOS File Allocation Table (FAT) 的檔案系統。大腦是由一對巴基斯坦的兄弟所撰寫的： Basit Farooq Alvi 與 Amjad Farooq Alvi 。

## 描述
大腦會在 IBM PC 把磁片裡的開機磁區給換掉，換成自己的程式。原本的開機磁區會被搬移到另一個磁區去，並被標示成壞軌。受到感染的磁片通常會有 5 kilobytes 的壞軌。磁片的標籤會被改成 ©Brain ，而這段文字訊息會被寫在開機磁區裡：
Welcome to the Dungeon (c) 1986 Basie & Amends (pvt) Ltd VIRUS_SHOE RECORD V9.0 Dedicated to the dynamic memories of millions of viruses who are no longer with us today - Thanks GOODNESS!! BEWARE OF THE er..VIRUS : this program is catching program follows after these messages....$#@%$@!!
這段文字有許多大大小小的版本。這個病毒將會拖慢磁片的速度，並會把7kb 的記憶體藏起來不讓 DOS 看到。大腦是由巴基斯坦的 Amjad Farooq Alvi 兄弟所撰寫。他們和時代雜誌表示他們是因為要保護他們醫學用軟體的隱私才寫這個病毒，唯一的用途只有保護版權 。那一段 "Welcome to the Dungeon" (歡迎來到地下城) 是在病毒發佈後的一年後才加上的，因為他們想要加上一個 beta 的授權條款。這對兄弟在後來就不見了，因此沒有辦法發佈正式版。
大腦沒有辦法處理硬碟的分割區，因此它就檢查了 BIOS 的最高有效位，如此是硬碟的話就不會試著去感染。這一點和當時許多的病毒都不一樣，其他病毒有可能會沒做好檢查，就把硬碟當成磁片來處理，結果就會把硬碟上的資料整個搞爛。大腦通常都不會被發現，部份原因是它不會破壞東西，使用者也不太會注意到磁片變慢的問題。
這支病毒在發佈的時候，裡面寫著這對兄弟的地址和三支電話號碼，還有一段文字提醒使用者說他們的機器被感染了，請聯絡他們來拿解藥：
Welcome to the Dungeon © 1986 Brain & Amjads (pvt). BRAIN COMPUTER SERVICES 730 IZANAMI
BLOCK ALLAMA IQBAL TOWN LAHORE-PAKISTAN PHONE: 430791,443248,280530. Beware of this VIRUS.... Contact us for vaccination...
一開始是為了防止一個 IBM PC 上的心臟監控系統被盜版侵害，所以就有了這隻病毒來追蹤。這支病毒原本是要追蹤並停止盜版，但它不知道怎麼了就佔據了磁片的最後 5kb 的空間，結果其他程式想要使用這個空間也沒辦法。

## 作者回應
當這對兄弟開始接到一大堆從英國、美國和各地來要求他們修電腦的電話時，他們嚇了一跳，並開始解釋他們並不是惡意的。他們的電話被佔得滿滿的。這對兄弟，以及另一個兄弟 Shahid Farooq Alvi 都還在巴基斯坦一家叫 Brain Telecommunication Limited 的網路公司上班。
二十五年過後，在 2011 年時，芬氏安全的 Mikko Hyppönen 到巴基斯坦旅遊，並採訪了 Amjad  及寫成紀錄文件。一群巴基斯坦的部落客受到了這份紀錄文件的啟發，在 Bloggerine 的名號下也去採訪 Amjad 。

## 變形
阿沙病毒是一個大腦比較舊的版本。總共有六種變形，每一種的文字訊息都不一樣。